# Zamarada manifesta
Zamarada manifesta là một loài bướm đêm trong họ Geometridae.